# Kanton Hesdin
Der Kanton Hesdin war von 1833 bis 2015 ein französischer Kanton im Arrondissement Montreuil, im Département Pas-de-Calais und in der Region Nord-Pas-de-Calais; sein Hauptort war Hesdin. Der Kanton war 138,66 km² groß und hatte 11.130 Einwohner (Stand: 2006), was einer Bevölkerungsdichte von rund 80 Einwohnern pro km² entsprach. Er lag im Mittel 55 Meter über Normalnull, zwischen 11 Metern in Tortefontaine und 133 Metern in Chériennes.

## Gemeinden
Der Kanton bestand aus 22 Gemeinden:
| Gemeinde            | Einwohner Jahr | Fläche km² | Bevölkerungsdichte | Code INSEE | Postleitzahl |
| ------------------- | -------------- | ---------- | ------------------ | ---------- | ------------ |
| Aubin-Saint-Vaast   | 754 (2013)     | –          | – Einw./km²        | 62046      | 62140        |
| Brévillers          | 154 (2013)     | –          | – Einw./km²        | 62175      | 62140        |
| Capelle-lès-Hesdin  | 443 (2013)     | –          | – Einw./km²        | 62212      | 62140        |
| Caumont             | 182 (2013)     | –          | – Einw./km²        | 62219      | 62140        |
| Cavron-Saint-Martin | 482 (2013)     | –          | – Einw./km²        | 62220      | 62140        |
| Chériennes          | 146 (2013)     | –          | – Einw./km²        | 62222      | 62140        |
| Contes              | 326 (2013)     | –          | – Einw./km²        | 62236      | 62990        |
| Guigny              | 174 (2013)     | –          | – Einw./km²        | 62395      | 62140        |
| Guisy               | 278 (2013)     | –          | – Einw./km²        | 62398      | 62140        |
| Hesdin              | 2.189 (2013)   | –          | – Einw./km²        | 62447      | 62140        |
| Huby-Saint-Leu      | 934 (2013)     | –          | – Einw./km²        | 62461      | 62140        |
| Labroye             | 168 (2013)     | –          | – Einw./km²        | 62481      | 62140        |
| La Loge             | 183 (2013)     | –          | – Einw./km²        | 62521      | 62140        |
| Marconne            | 1.123 (2013)   | –          | – Einw./km²        | 62549      | 62140        |
| Marconnelle         | 1.172 (2013)   | –          | – Einw./km²        | 62550      | 62140        |
| Mouriez             | 248 (2013)     | –          | – Einw./km²        | 62596      | 62140        |
| Bouin-Plumoison     | 472 (2013)     | –          | – Einw./km²        | 62661      | 62140        |
| Raye-sur-Authie     | 229 (2013)     | –          | – Einw./km²        | 62690      | 62140        |
| Regnauville         | 214 (2013)     | –          | – Einw./km²        | 62700      | 62140        |
| Sainte-Austreberthe | 422 (2013)     | –          | – Einw./km²        | 62743      | 62140        |
| Tortefontaine       | 259 (2013)     | –          | – Einw./km²        | 62824      | 62140        |
| Wambercourt         | 256 (2013)     | –          | – Einw./km²        | 62871      | 62140        |